# شب سن لورنزو
شب سن لورنزو (ایتالیایی: La Notte di San Lorenzo) فیلمی در ژانر فانتزی به کارگردانی برادران تاویانی است که در سال ۱۹۸۲ منتشر شد. این فیلم در سی و پنجمین جشنواره فیلم کن برنده جایزه بزرگ شده است.